# Памятник Пушкину (Хабаровск)
Памятник Александру Сергеевичу Пушкину в Хабаровске (первоначально, с 1949 по 1990 гг. — бетонный, с 1990 года — реконструирован, сделана копия из меди, в технике выколотки) — установлен в 1950 году в сквере Хабаровского педагогического института. В 1971 году у памятника сменили постамент и перенесли ближе к скверу. Автор памятника - Ивлева Надежда Семёновна..

## История
По одним данным, автором мог быть скульптор, работавший в московских художественных мастерских до Великой Отечественной войны. Другая версия предполагает, что автором или исполнителем был японский военнопленный, выполнявший работу по строительству общежития пединститута. Основой работы в этом случае послужила фотография памятника скульптора Опекушина.
Первоначально монумент был выполнен из бетона, покрашен краской бронзового цвета. После обращения Хабаровского краевого отделения ВООПИиК, сектор монументального искусства научно-исследовательского института теории и истории изобразительных искусств ордена Ленина Академии художеств СССР от 1 августа 1986 года постановил, что памятник нуждается в реставрации.
Реставрация была проведена с привлечением скульпторов из Комсомольска-на-Амуре Н. С. Ивлевой и С. В. Николенко, хранителей копии посмертной маски поэта. Они вылепили скульптуру заново и отформовали. Выколотку из листовой меди и установку фигуры на пьедестал произвели специалисты Хабаровского скульптурного цеха.
Памятник был вновь открыт 6 июня 1990 года.

## Версии авторства[2]
- Садово-парковая скульптура. Памятник Пушкину из бетона в полный рост был заказан в Москве весной 1935 года первым директором Хабаровского педагогического института Василием Вишняковым, и прибыл в Хабаровск в 1936—1937 гг., как конструктор, по частям, в ящиках. Заказанная скульптура была доставлена из художественных краснопресненских мастерских Москвы. После смены ректора, затянувшейся стройки вуза, войны, о памятнике забыли. В 1949 году, когда стали расчищать складские помещения, обнаружили ящики со скульптурой Пушкину.
- Скульптура неизвестного автора 30-х годов. Сектор монументального искусства Академии художеств СССР в 1986 году установил: «Скульптурный монумент является профессиональной интересной работой советского скульптора 1930-х годов. И представляет, несомненно историко-художественную ценность, как один из ранних примеров увековечивания памяти поэта…».
- Копия раннего варианта Опекушина. В 1872, 1875 годах в России объявлялись конкурсы на памятник Пушкину, в первом случае было представлено на рассмотрение 15 проектов, в другом 19. Конкурсы проходили без раскрытия имен создателей. Опекушинского Пушкина установили в Москве 6 июня 1880 года, а сам автор-скульптор дожил до 1923 года. Свои гипсовые копии Опекушин передал советским мастерам. Из копии одного из вариантов конкурсной модели Пушкина автора Опекушина, в Советском Союзе наделали копий, отправив их по всей стране в 1936-м году по частям, как конструктор. Одинаковых памятников Пушкину с книгой в руках, которой он опирается в ногу — три. В 1936-37-м их поставили в Махачкале[4] и в Калинине (Твери)[5]. В Хабаровск памятник привезли в 1937-м в деталях, установили в 1950 году.
- Памятник японского военнопленного — скульптора — выпускника Токийской школы изящных искусств. Эта версия хабаровского скульптора Владимира Бабурова, в 1971 году он был руководителем дипломной работы студентов художественно-графическом факультета Хабаровского пединститута (ХГПИ) Ванакова А. И., Вилкова А. И. и Кабина О. В. Это была первая практическая реализация студенческого проекта, позволившая органично вписать камерный характер памятника в публичное пространство городской среды. Центральным элементом архитектурно-художественного решения стала чугунная решетка, стилизованная под ограждение набережной Невы. Памятник Пушкину в Хабаровске мог сделать известный японский художник Таро Окамото (岡本太郎), когда был у нас в плену, с 1946 по 1949 гг.[6]

По словам Бабурова во время проведения реставрационных работ появился рабочий, который заявил: «А вы знаете, кто этот памятник сделал? Его сделал один японец сразу после войны, в 1949 году! Я работал здесь, на стройке общежития пединститута, строили которое как раз военнопленные из Японии. И один японец вызвался сделать сам этот памятник…». Форму памятника он сделал из глины (гипс был в дефиците), которую облепил бумагой. Потом глину выбил и получилось папье-маше — формовка из бумаги. Затем выкопал яму, укрепил ее досками, и форму из бумаги засыпал землей, чтобы не раздуло, а внутрь залил бетон. Так и получился памятник Пушкину. Японец лепил скульптуру Пушкина по фотографии, опубликованной в журнале «Огонёк». Поэтому и родилась версия, что это якобы модель памятника Опекушина. В Хабаровске на стройке общежития пединститута в конце 40-х действительно работали японские военнопленные.

## Интересные факты
В 1971 году, когда у памятника меняли постамент, и поднимали скульптуру краном, то одна из строп ударила по верхней части и отколола голову памятника Пушкину. Восстанавливать ее поручили первокурснику заочного отделения худграфа пединститута, но тогда уже профессионалу — Эдуарду Барсегову (ныне он заслуженный художник РФ, автор монументальных памятников в Приморье и на Дальнем Востоке, заведующий кафедрой культурологии и искусствоведения Школы искусства, культуры и спорта ДВФУ во Владивостоке).
К моменту реставрации в 1986 году памятник был уже «загажен» многолетними наслоениями, тех кто его подмазывал, подкрашивал. Первоначальная авторская пластика была утрачена.
Скульптор Владимир Бабуров: «Как я понял, Ивлева дала понять, что при реставрации, будет лепить скульптуру со своим пониманием пластики, при сохранении позы. Поэтому сейчас сравнивать даже с тем памятником-двойником, что стоит в Махачкале, нельзя, как и с бетонным в Хабаровске до 1990 года. Сейчас перед институтом стоит памятник версии Ивлевой».
В 1998 году в Комсомольске-на-Амуре был установлен памятник, являющийся гипсовым двойником хабаровского памятника. Возможно, это более поздняя копия.
Автор архитектурно-художественного решения с использованием стилизованного фрагмента чугунной ограды набережной Невы Вилков, Анатолий Иванович, ныне академик Российской академии художеств, заслуженный деятель искусств РФ.
Фрагмент чугунной ограды был использован скульптором Комов, Олег Константинович — автором памятника Пушкину, установленного в мае 1974 года на набережной в Городском саду Твери. Некоторые упрекали Олега Комова за то, что он использовал в композиции «решетку» в качестве архитектурного мотива, пытаясь этим не совсем удачным приемом спасти неудачную скульптуру.